# George Kell (cầu thủ bóng đá)
George Kell (13 tháng 7 năm 1896 - 1985) là một cầu thủ bóng đá người Anh thi đấu ở vị trí hậu vệ biên thi đấu ở Football League cho Brentford, Hartlepools United và The Wednesday.

## Thống kê sự nghiệp
| Câu lạc bộ          | Mùa giải            | Giải quốc nội        | Giải quốc nội | Giải quốc nội | Cúp FA  | Cúp FA    | Tổng    | Tổng      |
| Câu lạc bộ          | Mùa giải            | Giải quốc nội        | Số trận       | Bàn thắng     | Số trận | Bàn thắng | Số trận | Bàn thắng |
| ------------------- | ------------------- | -------------------- | ------------- | ------------- | ------- | --------- | ------- | --------- |
| The Wednesday       | 1920-21             | Second Division      | 5             | 0             | 1       | 0         | 6       | 0         |
| Brentford           | 1922-23             | Third Division South | 17            | 0             | 0       | 0         | 17      | 0         |
| Brentford           | 1923-24             | Third Division South | 24            | 0             | 4       | 0         | 28      | 0         |
| Brentford           | 1924-25             | Third Division South | 35            | 0             | 1       | 0         | 36      | 0         |
| Brentford           | Tổng                | Tổng                 | 76            | 0             | 5       | 0         | 81      | 0         |
| Hartlepools United  | 1925-26             | Third Division North | 29            | 0             | 3       | 0         | 32      | 0         |
| Hartlepools United  | 1926-27             | Third Division North | 33            | 1             | 1       | 0         | 34      | 1         |
| Hartlepools United  | 1927-28             | Third Division North | 9             | 0             | 0       | 0         | 9       | 0         |
| Hartlepools United  | Tổng                | Tổng                 | 71            | 1             | 4       | 0         | 75      | 1         |
| Tổng cộng sự nghiệp | Tổng cộng sự nghiệp | Tổng cộng sự nghiệp  | 152           | 1             | 10      | 0         | 162     | 1         |